# Hydraena anisonycha
Hydraena anisonycha är en skalbaggsart som beskrevs av Perkins 1980. Hydraena anisonycha ingår i släktet Hydraena och familjen vattenbrynsbaggar. Inga underarter finns listade i Catalogue of Life.